# Kongotoko
Kongotoko (Lophoceros fasciatus) är en fågel i familjen näshornsfåglar inom ordningen härfåglar och näshornsfåglar.

## Utseende och läte
Kongotoko är en liten näshornsfågel. Fjäderdräkten är distinkt tvåfärgad, med lysande vitt på buken och kontrasterande svart på huvud, kropp, vingar och stjärt. Näbben är ljusgul med mörk spets. Lätena består av serier med ljusa visslingsar, "heu heu heu heu".

## Utbredning och systematik
Kongotokon förekommer från Nigeria (öster om floden Niger) till Angola, Demokratiska republiken Kongo och Uganda. Västafrikansk toko (T. semifasciatus) inkluderades tidigare i arten, då med svenska namnet palmtoko.

### Släktestillhörighet
Fågeln placerades tidigare i släktet Tockus, men studier visar att dessa arter kan delas in i två grupper med olika lätestyper och som utgör egna utvecklingslinjer åtskilda för så länge som 45 miljoner år sedan. Den ena gruppen, där gråtokon ingår, lyfts därför numera allmänt ut till ett eget släkte, Lophoceros.

## Levnadssätt
Palmtokon påträffas ofta när den flyger enstaka eller i grupp över trädkronor, i öppningar eller över vägar.

## Status
IUCN kategoriserar arten som livskraftig.